# 진성군
진성군 이해령(珍城君 李海齡, 1595년 ~ 1655년)은 조선중기의 왕족으로 덕흥대원군의 손자이며, 선조의 백형(伯兄) 하원군(河原君)의 8남이다.

## 생애
조선중기의 왕족으로 본관은 전주, 휘는 해령(海齡)이다. 덕흥대원군의 손자이며, 선조의 조카이다. 아버지는 선조의 백형(伯兄) 하원군 이정(河原君 李鋥)이고, 어머니는 진산인(珍山人) 참판 이영의 딸로 진산현부인 이씨(珍山縣夫人 李氏)이다.
부인은 사과(司果) 당성인(唐城人) 김세응(金世應)의 딸로 현부인 당성김씨(縣夫人 唐城金氏)이다.
하원군의 8남으로 1595년(선조 28) 4월 8일 탄생하였다. 초수 진성부정(珍城副正)에 책봉되고, 진성군(珍城君)에 봉작되었다.
1626년(인조 4) 7월 27일 상소하여 덕흥대원군의 주사자(主祀者)의 종실 4대 이후의 주사하는 사람은 돈녕부 도정(都正)의 직을 세습하는 제도가 시행되지 않고 있으니 시행할 것을 상소하여, 인조의 명으로 시행되지 않았던 대원군 적장손 제도가 다시 시작되게 되었다.
1627년(인조 5) 1월 19일 상중에 있었는데 기복(起復)하도록 하고, 총관(摠管)이나 오위장(五衞將) 가운데서 결원에 따라 제수하도록 하라 하였다.
1631년(인조 9) 12월 6일 인조가 사형수의 삼복 중 초복의 규례를 거행할 때 같이 참여하였으며, 1632년(인조 10) 3월 12일 물에 빠져 죽은 사람의 집에서 부채를 징수하면서 살인을 했다고 하여 관아에 공초를 바쳤다가 곧바로 풀어주기를 청하는 등 멋대로 법을 농간하였다 하여 사간원이 정죄하길 청하였으나 윤허하지 않았다.
1636년(인조 14) 병자호란이 일어나자 인조가 남한산성으로 몽진할 때 형 진산군 이유령(珍山君 李有齡)과 동생 진양군 이담령(珍陽君 李聃齡) 함께 이른 아침 대궐에 나아가 몽진하는 행렬을 호종하며 대열의 뒤쪽을 따르다가 청나라 군대에게 붙잡혔다.
공은 충성과 의리로써 창칼로 위협함을 무릅쓰고, 절개를 굽히지 아니하니 청나라 장수가 의롭다하여 3형제를 풀어주었다. 그 충과 의로운 절개를 세상사람 모두 칭찬하였고, 조정에 알려져 인조가 대궐로 돌아온 후에 중의대부(中義大夫)에 가자하였다.
1647년(인조 25) 10월 14일 청나라 관소(館所)에 문안(問安) 재신으로 갔다왔으며, 1649년(인조 27) 영접 재신으로 청나라 사신을 맞이 하였다.
1650년(효종 1) 6월 5일 다시 진성군(珍城君)에 봉작되고, 이해 9월 12일 청나라 관소(館所)에 문안(問安) 재신으로 갔다왔다.
1651년(효종 2) 5월 11일 전 현감 유흡(柳潝)의 집으로 가서 유흡의 첩과 첩의 어미를 죽인 죄로 처벌을 받고, 유흡의 첩은 진성군의 전 여종이며, 첩의 어미는 진성군의 후실이었다가 다른 후실의 질투로 쫓겨났다. 이해 5월 14일 진성감(珍城監)으로 강등되었다.
1653년(효종 4) 윤7월 21일 다시 서용되어 진성군(珍城君)에 봉작받고, 1655년(효종 6) 4월 15일 향년 61세로 별세하여 경기도 파주시 탄현면 축현리 월농산 태봉 인접 동편에 예장하였다.

## 가족 관계
- 아버지 : 하원군 이정(河原君 李鋥, 1545년 - 1597년)
- 생모(첩모) : 진산 이씨(珍山縣夫人 李氏), 진산인(珍山人) 참판 이영의 딸.
  - 동복형 : 진산군 이유령(珍山君 李有齡, 1584년 ∼ 1643년)
  - 동복동생 : 진양군 이담령(珍陽君 李聃齡, 1598년 - 1662년)
  - 동복누나 : 이옥령(李玉齡, 1583년 - ?년), 의령인(宜寧人) 봉사(奉事) 남영립(南英立)에게 출가.
- 부인 : 현부인 당성김씨(縣夫人 唐城金氏), 사과(司果) 당성인(唐城人) 김세응(金世應)의 딸.
- 첩실 : 안동장씨(安東張氏), 이름은 효덕(孝德).
  - 서1남 : 이인영(李麟英, 1616년 - ?년)
  - 서3남 : 동평수 이황(東平守 李潢, 1624년 - ?년)
  - 서4남 : 한평수 이연(漢平守 李演, 1627년 - ?년)
  - 서5남 : 완평군 이홍(完平君 李洪, 1638년(1634년) - 1693년)
- 첩실 : 금춘(今春)
  - 서6남 : 금평군 이제(錦平君 李濟, 1646년(1645년) - 1708년)
  - 서7남 : 이난생(李難生)
- 첩실
  - 서2남 : 이업동(李業同, 1624년 - ?년)
  - 서장녀 : 이정경(李貞敬, 1633년 - ?년), 우후(虞候) 밀양인(密陽人) 박사재(朴思齎)에게 출가.

## 같이 보기
- 하원군
- 이봉주